# Pomaderris phylicifolia
Pomaderris phylicifolia är en brakvedsväxtart. Pomaderris phylicifolia ingår i släktet Pomaderris och familjen brakvedsväxter.

## Underarter
Arten delas in i följande underarter:
- P. p. ericoides
- P. p. phylicifolia
- P. p. ericifolia
- P. p. polifolia